# Mohammad Mohammadullah
Mohammad Mohammadullah (21 octobre 1921 - 12 novembre 1999) était le président de la république populaire du Bangladesh. Mohammadullah est devenu président par intérim le 24 décembre 1973, a été élu président le 24 janvier 1974 et a prêté serment le 27 janvier 1974. Il est resté président jusqu'au 25 janvier 1975.

## Biographie

### Jeunesse
Mohammadullah est né à Saicha, à Raipur, dans le district de Lakshmipur, le 21 octobre 1921. Son père, Munshi Abdul Wahab, était un travailleur social. En 1943, il a obtenu son certificat d'études secondaires à la Lakshmipur Adarsha Samad Government High School. Mohammadullah a obtenu une licence avec mention en histoire à l'université de Dacca et un diplôme LLB au Ripon College de Calcutta, puis à l'université de Dacca en 1948. En 1950, il est devenu membre du barreau de Dacca. En 1964, il a été inscrit à la Haute Cour de Dacca en tant qu'avocat.

### Carrière politique
Mohammadullah est un membre actif de la Ligue Awami du Pakistan Oriental depuis 1950. En 1953, il a été élu secrétaire du bureau du Pakistan oriental, poste qu'il a occupé jusqu'en 1972. Il a participé activement au mouvement en six points en 1966, ce qui lui a valu d'être emprisonné pendant une longue période. Mohammadullah est élu à l'Assemblée provinciale du Pakistan oriental sous l'étiquette de la Ligue Awami en 1970. Il a été nommé conseiller politique du président par intérim Syed Nazrul Islam pendant la guerre de libération du Bangladesh en 1971,.
Le 10 avril 1972, il est élu vice-président de l'Assemblée constituante du Bangladesh (Ganoparishad) et la même année, il en devient le président par intérim. Le 12 novembre 1972, il est élu président. Il est élu député de la circonscription de Raipur-Lakshmipur, et est réélu président de la Chambre en 1973.
Il devient président de la République par intérim le 24 décembre 1973 et Président le 24 janvier 1974. En janvier 1975, le quatrième amendement est adopté. Il démet le président de ses fonctions et fait de Bangabandhu Sheikh Mujibur Rahman un président pour un mandat de cinq ans,.
Mohammad Mohammadullah est nommé ministre de l'administration et des réformes foncières dans le cabinet de Sheikh Mujibur Rahman le 26 janvier 1975. Il est nommé vice-président après l'assassinat de Sheikh Mujib le 15 août 1975. Mohammadullah a rejoint le Parti nationaliste du Bangladesh (BNP) en 1980. Il a été nommé vice-président par le président Abdus Sattar en mars 1982, mais son mandat a duré à peine un an, car le général Hossain Mohammad Ershad a pris les rênes de l'administration du pays. Mohammadullah a été élu membre du Parlement une nouvelle fois en 1991 sur la liste du BNP.

### Mort
Mohammadullah est décédé le 12 novembre 1999 à l'âge de 78 ans. Il a été enterré au cimetière de Banani, près du quartier général de la Marine bangladaise.